# Victor Ambrus
Victor G. Ambrus, född 19 augusti 1935, död 10 februari 2021, var en ungersk-brittisk illustratör.
Victor Ambrus arbetade i både färg och svartvitt, hans tuschteckningar påminner i stilen om etsning. Han hade ett starkt intresse för militärhistoria, något som märks i hans val av illustrationer. Ambrus var främst verksam som bokillustratör, men utgav även egna bilderböcker.